# Suzanne Lacore

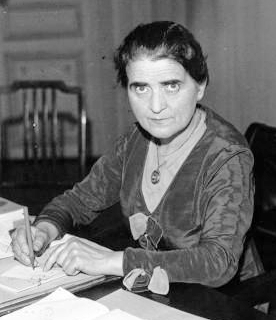
Suzanne Lacore in 1936

Marie Suzanne Lacore (Le Glandier, 30 mei 1875 - Milhac-d'Auberoche, 6 november 1975) was een Frans socialistisch politica. Ze werd in 1936 een van de eerste vrouwelijke regeringsleden in Frankrijk.
Suzanne Lacore (roepnaam: Suzon) werd geboren in Le Glandier, een gehucht van Beyssac (Corrèze). Ze genoot een katholieke opvoeding en bezocht de normaalschool in Périgueux (1891-1894). Ze gaf les in scholen in Thenon (1894-1900), Fossemagne (1900-1903) en Ajat (1903-1930).
In 1906 werd Lacore lid van de socialistische partij Section française de l'Internationale ouvrière (SFIO) en in 1913 sloot ze aan bij de vrouwentak Groupe des femmes socialistes (GDFS) binnen die partij. Ze was ook actief binnen de vakbeweging. Na haar pensioen in 1930 legde ze zich volledig toe op de politiek. Op het partijcongres van 1931 hield ze een opgemerkte toespraak waarin ze de ondergeschikte positie van de GDFS binnen de SFIO aankaartte. Deze tussenkomst leidde tot het opdoeken van de GDFS en het oprichten van het Comité national des femmes socialistes (CNDFS) in 1932. Lacore werd een van de bestuursleden. Maar ook deze tak kende geen grote doorbraak en had maar een paar duizend leden.

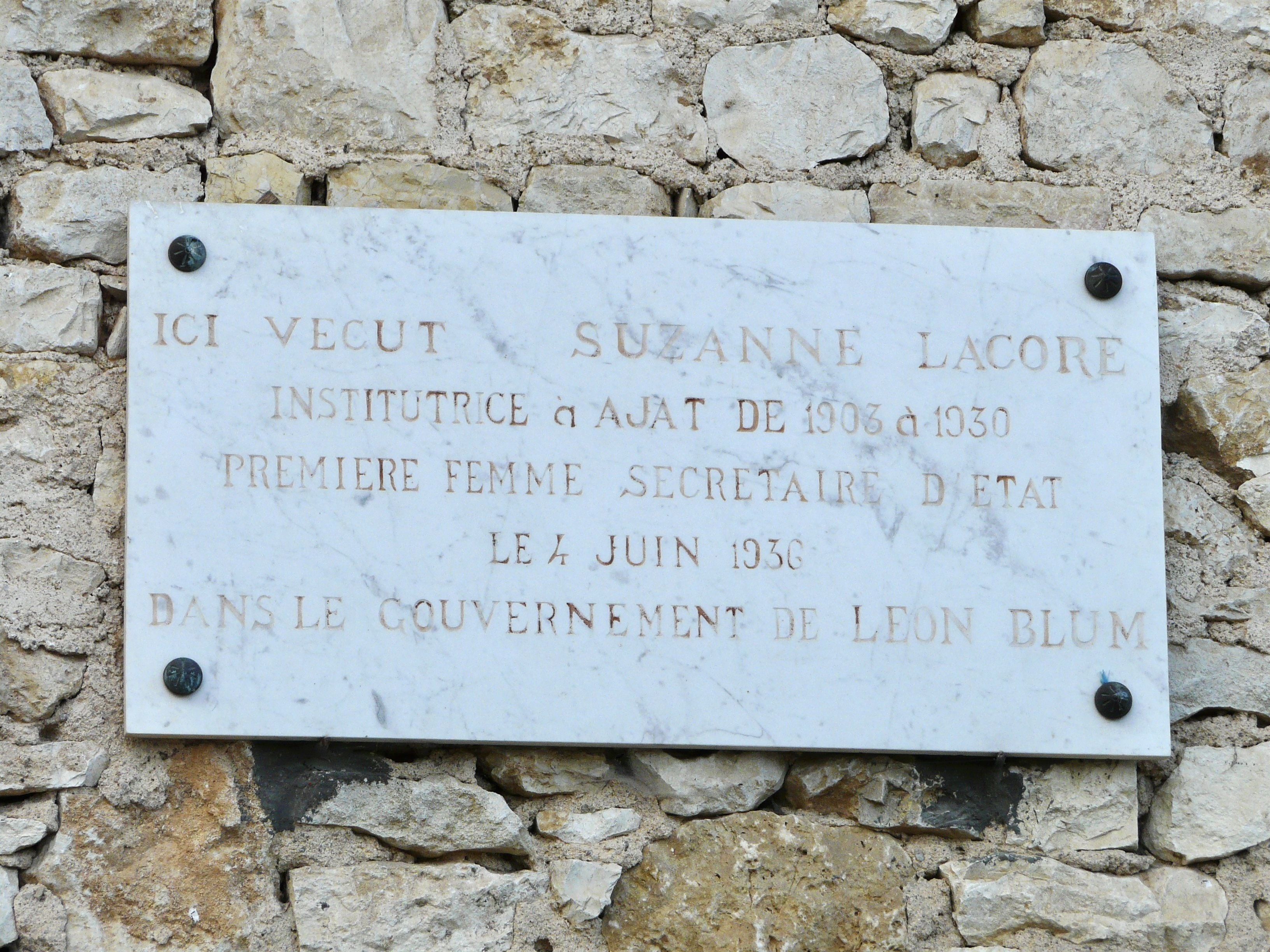
Plaquette op het woonhuis van Lacore in Ajat

Lacore was zo wel onder de aandacht gekomen van Léon Blum. Hij nam haar samen met  Cécile Brunschwicg en Irène Joliot-Curie op in zijn eerste Volksfrontregering. Zo werd Lacore op 4 juni 1936 staatssecretaris van Kinderbescherming. Op dat moment hadden vrouwen in Frankrijk nog geen kiesrecht en de drie waren de eerste vrouwelijke regeringsleden van het land. Lacore koos een vrouw als kabinetschef,  Alice Jouenne. Haar ambtstermijn was maar van korte duur. Al op 21 juni 1937 viel het kabinet-Blum I.
Lacore verliet Parijs maar bleef voor de oorlog nog al actief in de nationale politiek als vicevoorzitter van de Conseil supérieur de la protection de l’enfance, opgericht in 1937. Lacore vestigde zich in Ajat en vanaf 1958 in Milhac-d'Auberoche. Ze is nooit gehuwd.
Op haar honderdste verjaardag werd Lacore benoemd tot officier in het Legioen van Eer. Ze overleed nog datzelfde jaar.